# 大田広域市
大田広域市（テジョンこういきし、韓: 대전광역시; 英: Daejeon Metropolitan City）は、大韓民国中西部に位置する広域市（忠清道地方）。
人口規模は大韓民国の都市の中で5位。首都圏ではない広域市の中でソウル特別市と最も近いため、多くの研究機関と政府機関が位置している地域で、地域住民の中では研究員と公務員の割合がかなり高い。

## 概説
大田国際博覧会が1993年に開催されたほか、市内の儒城区にハイテク団地「大徳研究団地」を有するなど科学技術都市として知られる。1973年に研究学園団地として指定された大徳研究団地は、韓国科学技術院（KAIST）や韓国電子通信研究院（ETRI）など政府・民間の研究所100以上が集中しており、原子力や宇宙開発、生命工学などの研究を行っている。また特許庁や統計庁など首都機能の一部が大田に分散されており、韓国水資源公社 (K-WATER) の本社と韓国鉄道公社（KORAIL）の本社も置かれている。
日本とはかなり関係の深い地域で、1904年鉄道が建設されてから発展し始めた。1910年と1925年当時に行われた人口調査では、地域住民の半分以上が日本人で、特に名古屋出身者が多く居住していたことが分かった。これらの影響は今なお残っている。大田の組分けゲームの名前は「우에시다리(ウエシダリ)」で、日本語の「上」と「下」から来ていると推測されている。

## 行政
- 市長：李莊雨（이장우、2022年7月1日 - ）

歴代市長については大田広域市長を参照。
- 議会：22議席（地域区19＋比例代表3）地域区は小選挙区制。

|             |            | 合計 | 内訳 | 内訳 |
| 共に 民主党 | 自由韓国党 | 合計 |      |      |
| 合計        | 合計       | 22   | 4    | 18   |
| ----------- | ---------- | ---- | ---- | ---- |
| 内訳        | 地域区     | 19   | 3    | 16   |
| 内訳        | 比例代表   | 3    | 1    | 2    |
出典：“大田広域市選挙管理委員会ホームページ”を参照（2023年12月9日閲覧）。
- 区
  - 東区（동구）
  - 中区（중구）
  - 西区（서구）
  - 儒城区（유성구）
  - 大徳区（대덕구）

読みは大韓民国の地方行政区画参照

## 歴史
古来より近郊の儒城温泉が知られていたが大きな町はなく、公州所属の農村地帯に過ぎなかった。ゆえにこの地域を「大きな田畑」を意味する固有語でハンバッ（한밭、Hanbat）と曖昧に指し示していた。日本統治下の自治体統廃合の際に「大田」と漢字が当てられ、さらに京釜線・湖南線などが開通して交通の要衝となり急速に発展、大きな都市となった。
- 古代 - 百済の雨述郡・真峴県・奴斯只県・所比浦県
- 統一新羅時代 - 比豊郡・鎮嶺県・儒城県・赤鳥県
- 高麗時代 - 公州牧の懐徳県・鎮岑県・儒城県・徳津県
- 李氏朝鮮時代 - 忠清道懐徳郡・鎮岑郡
- 1914年
  - 4月1日 - 郡面統合により、懐徳郡・鎮岑郡および公州郡儒城面の区域をもって大田郡を設置。[2]大田郡大田面は、現在の仁洞・中洞・元洞・貞洞・銀杏洞地域に該当する。
  - 3月22日 - 湖南線鉄道全線開通
- 1926年3月1日 - 外南面の一部（外川里・蘇堤里の各一部および大洞里・新大里・連孝里）を編入。
- 1928年6月20日 - 大田駅新築落成式
- 1931年4月1日 - 大田面が大田邑に昇格。[3]
- 1934年 - 上水道供給
- 1935年10月1日 - 大田郡大田邑が大田府に昇格。大田郡は大徳郡に改称。
- 1939年 - 大田 - ソウル間の複線列車運行開始
- 1940年11月1日 - 大徳郡外南面・柳川面の各一部を編入。
- 1949年 - 大田府が大田市に改称。
- 1963年1月1日 - 大徳郡柳川面および懐徳面・山内面の各一部を編入。
- 1977年 - 東区・中区を設置。(2区)
- 1983年2月15日 (2区)
  - 大徳郡儒城邑および九則面・炭洞面・杞城面・鎮岑面の各一部が中区に編入。
  - 大徳郡懐徳面が東区に編入。
- 1987年 - 大徳郡鎮岑面の一部が東区に編入。(2区)
- 1988年1月1日 - 中区の一部が西区として分離。(3区)
- 1989年1月1日 - 忠清南道大田市が大田直轄市に昇格。(5区)
  - 忠清南道大徳郡東面および山内面の一部が東区に編入。
  - 忠清南道大徳郡山内面の一部が中区に編入。
  - 忠清南道大徳郡杞城面が西区に編入。
  - 西区の一部と大徳郡九則面・炭洞面および鎮岑面の一部をもって儒城区を設置。
  - 東区の一部と大徳郡新灘津邑をもって大徳区を設置。
- 1993年 - 大田国際博覧会を開催。
- 1995年 - 大田直轄市が大田広域市に改称。(5区)
- 2004年 - KTX（韓国高速鉄道）開業。

## 軍事
儒城区の紫雲台には教育司令部や陸海空各軍の大学があるほか、周囲に国防科学研究所、軍需司令部が集中する。鶏竜台（陸海空三軍統合本部）のある鶏龍市は儒城区に隣接する。

## 経済
産業構造別比重はサービス業が76.6%を占め、製造業18.2%、建設業3.9%、電気・ガス・蒸気・水道事業1.1%、農林漁業0.1%。製造業の割合は2010年16.5%、2011年17.9%、2012年18.2%と増加の傾向にある。

## 交通

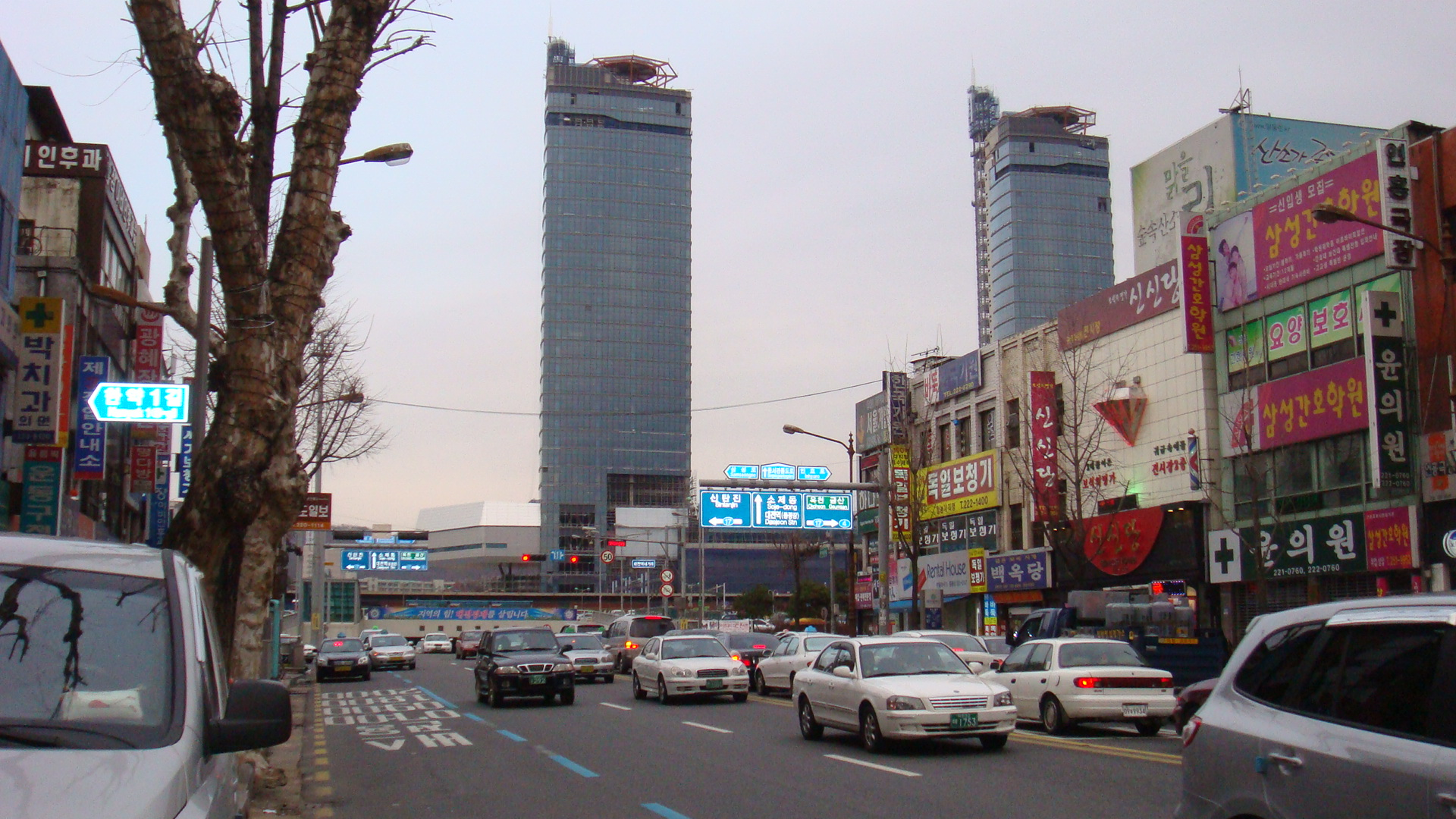
大田市街風景

### 空港
市内に空港はないが、清州国際空港が忠清北道清州市（旧清原郡）にあり、韓国の時刻表では「清州／大田」と表記されている。

### 鉄道
- 韓国鉄道公社（KORAIL）
  - 京釜高速線：大田駅
  - 京釜線：新灘津駅 - 懐徳駅 - 大田駅 - 細川駅
  - 湖南線：西大田駅 - 佳水院駅 - 黒石里駅
  - 大田線：大田駅 - 西大田駅
- 大田交通公社
  - 1号線：板岩駅 - 新興駅 - 大洞駅 - 大田駅 - 中央路駅 - 中区庁駅 - 西大田ネゴリ駅 - 五龍駅 - 龍汶駅 - 炭坊駅 - 市庁駅 - 政府庁舎駅 - 葛馬駅 - 月坪駅 - 甲川駅 - 儒城温泉駅 - 九岩駅 - 顕忠院駅 - ワールドカップ競技場駅 - 老隠駅 - 智足駅 - 盤石駅

大田駅にはKTX・SRTおよび東大邱駅・釜山駅方面のITX-セマウル・ムグンファ号が、西大田駅には一部の湖南高速鉄道の列車および湖南線・全羅線方面へのITX-セマウル・ムグンファ号が停車する。忠北線・清州駅方面の列車の多くも大田駅を始発駅としている。
この他、市内には韓国鉄道公社の大田操車場があり、京釜線と湖南線の分岐点となっている。大田線は旅客列車の運行を行っていない。

### バス
- 大田複合ターミナル（朝鮮語版）
  - 2011年12月16日に開業。これまで分散していた高速バスターミナルと市外バスターミナルが集約された。大田駅より北に2km、西大田駅より北東4kmに所在。
  - 高速バスは、ソウル高速バスターミナルへは15分間隔で運行し、所要時間は2時間。その他東ソウル総合バスターミナル・釜山総合高速バスターミナル・大邱広域市(大邱東洋高速バスターミナル・西大邱高速バスターミナル)・仁川・全州・光州・蔚山・浦項・江陵などへ運行。
  - 市外バスは、仁川国際空港・金浦国際空港・水原・利川・城南・原州・春川・安東・昌原など各地へ運行。

### 高速道路
- 京釜高速道路（1号線）
  - 飛龍ジャンクション - 大田インターチェンジ - 懐徳ジャンクション - 新灘津サービスエリア（ソウル方向のみ） - 新灘津インターチェンジ
- 統営-大田・中部高速道路（35号線）
  - 南大田インターチェンジ - 山内ジャンクション
- 唐津-盈徳高速道路 （30号線）
  - 儒城ジャンクション
- 湖南高速道路支線（251号線）
  - 西大田ジャンクション - 儒城インターチェンジ - 北大田インターチェンジ - 懐徳ジャンクション
- 大田南部循環高速道路（300号線）（当該記事参考）
- 川辺都市高速化道路（当該記事参考）

### 国道
- 国道1号
- 国道4号
- 国道17号線 (韓国)
- 国道32号線 (韓国)（朝鮮語版）

## 気候
ケッペンの気候区分では温帯夏雨気候に属する。内陸である為、寒暖の差が激しい大陸性気候となる。夏は暑く、冬は緯度の割りに寒さが厳しい。最高気温極値は39.4℃（2018年8月15日）、最低気温極値は-19.0℃（1969年2月6日）、過去最深積雪は49.0cm（2004年3月5日）である。
| 大田広域市（大田地方気象庁）の気候                          | 大田広域市（大田地方気象庁）の気候 | 大田広域市（大田地方気象庁）の気候 | 大田広域市（大田地方気象庁）の気候 | 大田広域市（大田地方気象庁）の気候 | 大田広域市（大田地方気象庁）の気候 | 大田広域市（大田地方気象庁）の気候 | 大田広域市（大田地方気象庁）の気候 | 大田広域市（大田地方気象庁）の気候 | 大田広域市（大田地方気象庁）の気候 | 大田広域市（大田地方気象庁）の気候 | 大田広域市（大田地方気象庁）の気候 | 大田広域市（大田地方気象庁）の気候 | 大田広域市（大田地方気象庁）の気候 |
| 月                                                          | 1月                                | 2月                                | 3月                                | 4月                                | 5月                                | 6月                                | 7月                                | 8月                                | 9月                                | 10月                               | 11月                               | 12月                               | 年                                 |
| ----------------------------------------------------------- | ---------------------------------- | ---------------------------------- | ---------------------------------- | ---------------------------------- | ---------------------------------- | ---------------------------------- | ---------------------------------- | ---------------------------------- | ---------------------------------- | ---------------------------------- | ---------------------------------- | ---------------------------------- | ---------------------------------- |
| 最高気温記録 °C （°F）                                      | 16.6 (61.9)                        | 22.6 (72.7)                        | 26.1 (79)                          | 30.4 (86.7)                        | 33.3 (91.9)                        | 35.7 (96.3)                        | 37.7 (99.9)                        | 39.4 (102.9)                       | 33.2 (91.8)                        | 31.2 (88.2)                        | 25.5 (77.9)                        | 18.4 (65.1)                        | 39.4 (102.9)                       |
| 平均最高気温 °C （°F）                                      | 4.1 (39.4)                         | 7.0 (44.6)                         | 12.7 (54.9)                        | 19.4 (66.9)                        | 24.5 (76.1)                        | 27.9 (82.2)                        | 29.6 (85.3)                        | 30.3 (86.5)                        | 26.3 (79.3)                        | 20.8 (69.4)                        | 13.5 (56.3)                        | 6.2 (43.2)                         | 18.5 (65.3)                        |
| 日平均気温 °C （°F）                                        | −1.0 (30.2)                        | 1.4 (34.5)                         | 6.6 (43.9)                         | 13.0 (55.4)                        | 18.5 (65.3)                        | 22.7 (72.9)                        | 25.5 (77.9)                        | 26.0 (78.8)                        | 21.2 (70.2)                        | 14.6 (58.3)                        | 7.7 (45.9)                         | 1.0 (33.8)                         | 13.1 (55.6)                        |
| 平均最低気温 °C （°F）                                      | −5.5 (22.1)                        | −3.6 (25.5)                        | 1.1 (34)                           | 6.9 (44.4)                         | 12.8 (55)                          | 18.1 (64.6)                        | 22.2 (72)                          | 22.5 (72.5)                        | 17.0 (62.6)                        | 9.4 (48.9)                         | 2.8 (37)                           | −3.4 (25.9)                        | 8.4 (47.1)                         |
| 最低気温記録 °C （°F）                                      | −18.6 (−1.5)                       | −19.0 (−2.2)                       | −10.7 (12.7)                       | −2.9 (26.8)                        | 3.1 (37.6)                         | 8.1 (46.6)                         | 13.0 (55.4)                        | 12.3 (54.1)                        | 4.2 (39.6)                         | −2.9 (26.8)                        | −11.4 (11.5)                       | −17.7 (0.1)                        | −19.0 (−2.2)                       |
| 降水量 mm （inch）                                          | 25.5 (1.004)                       | 37.2 (1.465)                       | 51.6 (2.031)                       | 81.6 (3.213)                       | 91.8 (3.614)                       | 167.3 (6.587)                      | 306.9 (12.083)                     | 299.8 (11.803)                     | 152.5 (6.004)                      | 59.3 (2.335)                       | 48.0 (1.89)                        | 29.7 (1.169)                       | 1,351.2 (53.197)                   |
| 平均降水日数 （≥0.1 mm）                                    | 8.0                                | 7.0                                | 8.3                                | 8.3                                | 8.2                                | 9.9                                | 16.4                               | 14.8                               | 9.1                                | 6.1                                | 8.5                                | 9.3                                | 113.9                              |
| 平均降雪日数                                                | 9.8                                | 6.0                                | 2.8                                | 0.2                                | 0.0                                | 0.0                                | 0.0                                | 0.0                                | 0.0                                | 0.1                                | 2.1                                | 7.9                                | 28.9                               |
| % 湿度                                                      | 65.3                               | 60.3                               | 57.9                               | 56.9                               | 62.4                               | 69.8                               | 79.1                               | 78.2                               | 75.3                               | 71.8                               | 69.3                               | 67.9                               | 67.9                               |
| 平均月間日照時間                                            | 168.2                              | 176.2                              | 207.7                              | 220.5                              | 239.8                              | 198.5                              | 155.5                              | 177.0                              | 180.3                              | 205.1                              | 162.4                              | 162.5                              | 2,253.7                            |
| 出典：韓国気象庁 (平均値：1991年-2020年、極値：1969年-現在) |                                    |                                    |                                    |                                    |                                    |                                    |                                    |                                    |                                    |                                    |                                    |                                    |                                    |

## 教育

### 大学
国立
- 韓国科学技術院 (KAIST)
- 忠南（チュンナム）大学校
- ハンバッ大学校

私立
- 韓国情報通信大学校（第三セクター形式）
- 大田（テジョン）大学校
- 又松（ウソン）大学校
- 培材（ペジェ）大学校
- 牧園（モグォン）大学校
- 韓南（ハンナム）大学校

### 高等学校
- 大田科学高等学校
- 大田高等学校

## 研究施設
- KSTAR - 核融合研究施設
- 国防科学研究所
- 韓国電子通信研究院
- 韓国航空宇宙研究院
- 韓国天文研究院

## 観光
- 儒城温泉（ユソン温泉）

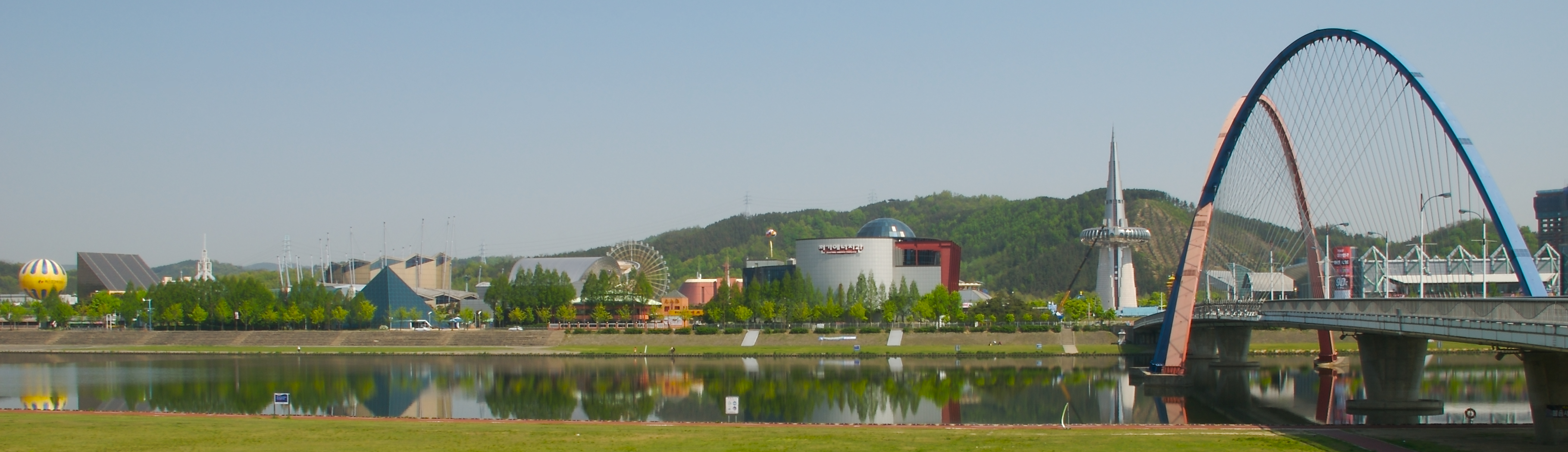
エキスポ科学公園と甲川（カプチョン）にかかる橋

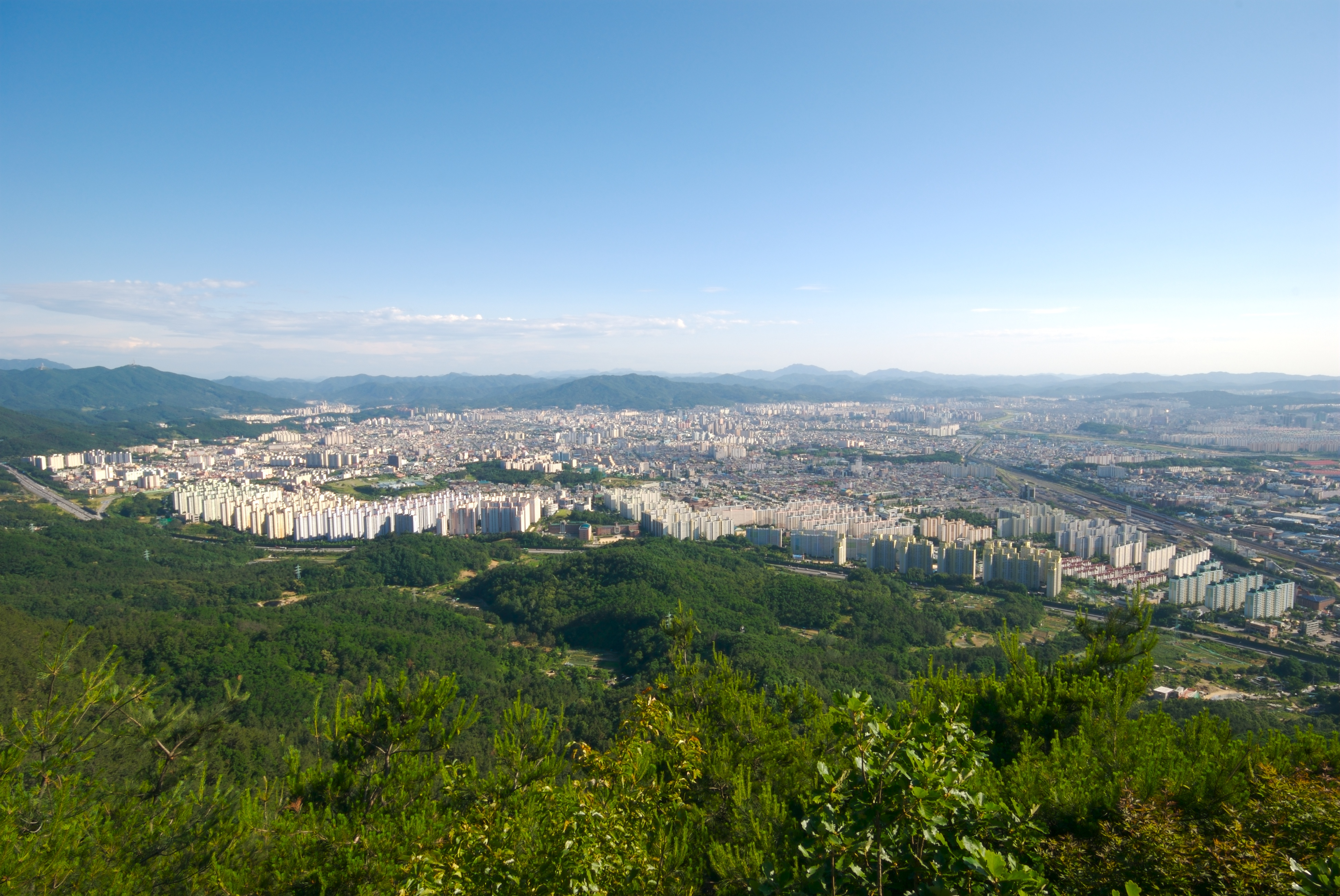
鶏足山（423m）から見た大田市街地

- 国立中央科学館：「自然と人間と科学の調和」がテーマの産業、技術、自然史、科学技術史などに関する博物館[6]。1926年ソウルに開業した国立科学博物館を移転・拡大したもの。正式にはこちらが本部で、ソウルが分館にあたる。リニアモーターカーが運行されている[7]。
- エキスポ科学公園：1993年の大田国際博覧会跡地。
- アクアワールド水族館
- オーワールド
- 鶏足山ファントッキル：「黄土の道」と呼ばれるハイキングコース。
- 大清湖
- 大田トゥルレサンキル：市内・周囲のハイキングコース。
- 同春堂：李氏朝鮮時代の官吏・儒学者の宋浚吉の別荘。大韓民国指定宝物。
- 大田文化芸術の殿堂
- 大田市立美術館
- 李應魯美術館
- 現代ギャラリー

## スポーツ
| 種目        | チーム名                     | 創立年度 | ホーム競技場                 |
| ----------- | ---------------------------- | -------- | ---------------------------- |
| KBOリーグ   | ハンファ・イーグルス         | 1985年   | 大田ハンバッ運動場野球場     |
| Kリーグ     | 大田シチズン                 | 1997年   | 大田ワールドカップ競技場     |
| WKリーグ    | 大田スポーツTOTO             | 2011年   | 大田ハンバッ運動場補助競技場 |
| Vリーグ男子 | 大田三星火災ブルーファングス | 1995年   | 忠武体育館                   |
| Vリーグ女子 | 大田正官庄レッドスパークス   | 1988年   | 忠武体育館                   |

## メディア
- テレビ・ラジオ局
  - KBS大田放送総局
  - 大田文化放送(大田MBC)
  - 大田放送(TJB・SBS系列)

## 姉妹都市
- 大田市、日本 1987年
- シアトル、アメリカ合衆国 1989年
- ブダペスト、ハンガリー 1994年
- 南京市、中国 1994年
- カルガリー、カナダ 1996年
- グアダラハラ、メキシコ 1997年
- ウプサラ、スウェーデン 1999年
- ノヴォシビルスク、ロシア 2001年
- ブリスベン、オーストラリア 2002年
- ビンズオン省、ベトナム 2005年
- 無錫市、中国 2006年
- 札幌市、日本 2010年10月22日
- ダーバン、南アフリカ共和国 2011年